# Antonius Walaeus

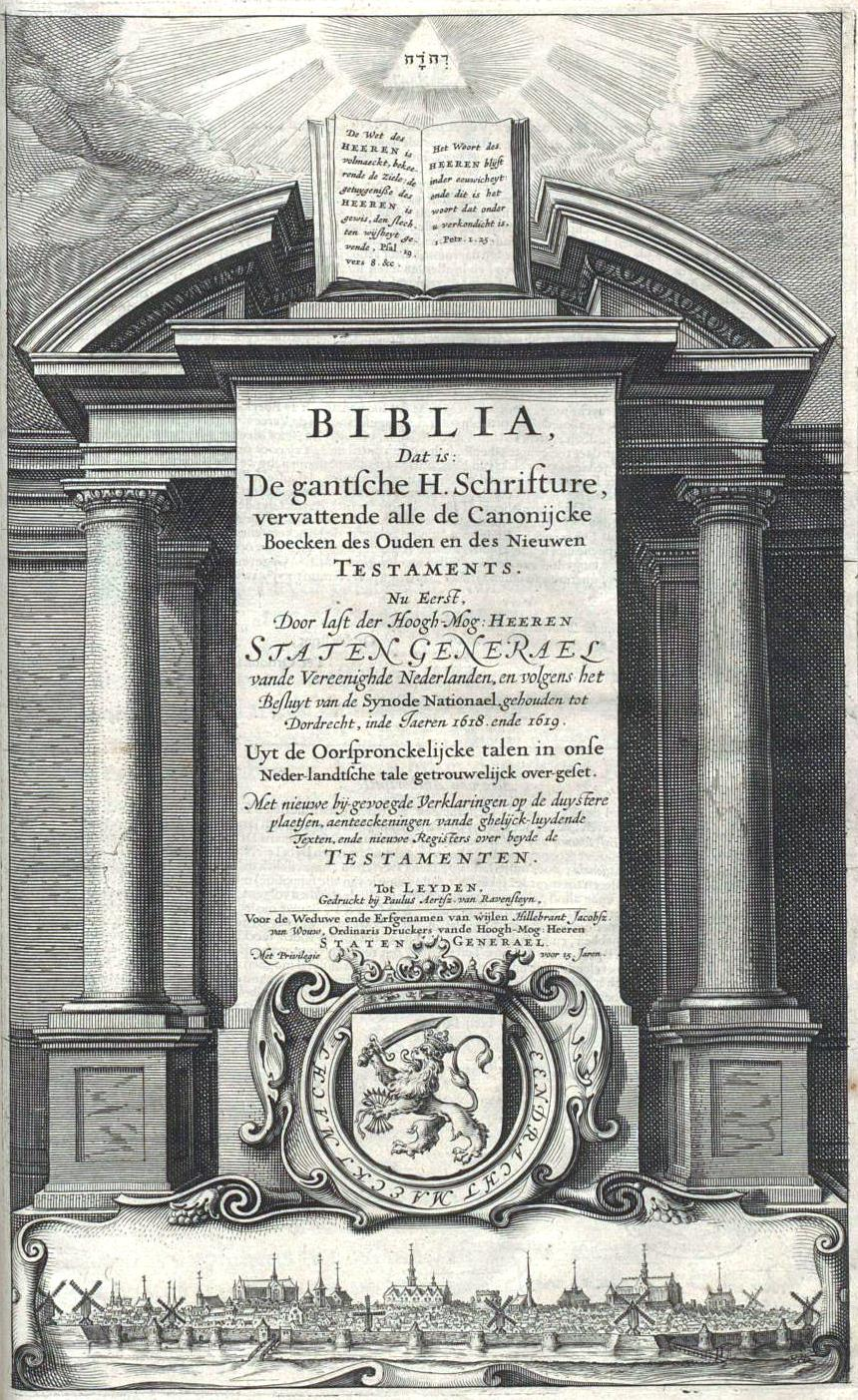
Titelpagina van de Statenvertaling. Biblia, / Dat is: / de gantsche H. Schrifture, / vervattende alle de Canonijke / Boecken des Ouden en des Nieuwen / Testaments, Leiden 1637.

Antonius Walaeus (Antonius de Wale, Gent, 3 oktober 1573 - Leiden, 9 juli 1639) was een Nederlands theoloog, predikant en hoogleraar Grieks, filosofie en theologie en rector magnificus aan de Universiteit Leiden.

Walaeus nam deel aan de theologische strijd tussen remonstranten en contraremonstranten tijdens het Twaalfjarig Bestand, waarbij hij de kant koos van de contraremonstranten onder leiding van Franciscus Gomarus. Hij moest als dominee en zielszorger van de gevangen Johan van Oldenbarnevelt hem zijn doodvonnis meedelen, vlak voor zijn onthoofding op 13 mei 1619 op het Binnenhof in Den Haag.
Na de wegzuivering van de remonstrante hoogleraren aan de Universiteit Leiden werd Walaeus er in augustus 1619 hoogleraar godgeleerdheid (theologie). In de jaren 1625-1627 was hij rector magnificus. Verder was hij een van de drie vertalers van het Nieuwe Testament in de Statenvertaling (1637). Veel kanttekeningen van m.n. het Nieuwe Testament zijn van zijn hand.

## Persoonlijk
Walaeus trouwde in 1603 met Passchijntgen van Isenhoudt. Hun oudste zoon was de (latere) Leidse hoogleraar geneeskunde Johannes Walaeus (Jan de Wale, 1604 of 1607-1649). Een andere zoon, Balduinus Walaeus, is predikant geworden in Koudekerke.

## Publicaties (selectie)
Onder meer
- 1615: Het ampt der kerckendienaren, voluit Het ampt der kerckendienaren: midtsgaders de authoriteyt, ende opsicht, die een hooghe christelicke overheydt daer over toecompt. Waerin sekere nader bedenckinghen van dese gheheele saecke uyt Godts Woordt worden ghestelt, maer insonderheyt over het Tractaet des E.I. Wtenbogaerts, van het ampt ende authoriteyt eener hoogher christelicker overheyt in kerckelicke saecken., Adriaen vanden Vivere, Boeckvercooper aendenhoeck vande nieuwe Beurse, Tot Middelbvrch
- 1625 met Johannes Polyander à Kerckhoven, André Rivet en Antoine Thysius: (la)  Synopsis purioris theologiae : disputationibus quinquaginta duabus comprehensa.., Lugduni Batavorum (Leiden): Apud Didericum Donner, 1881.
- 1636 met Dirk Schrevel: (la)  Compendium ethicae Aristotelicae ad normam veritatis Christianae revocatum, Lugduni Batavorum, ex officina Elseviriorum, 1636
- 1643: (la)  Opera Omnia Antonius Walaeus, Lugduni Batavorum : Adrianus Wyngaerden. Met De opinione chiliastarum.
- 1647: 
  - (la)  Enchiridion religionis reformae, voluit Antonii Walaei enchiridion religionis reformatae, Leiden : Ex Officina Adriani Wyngaerden, 1647.
  - (la)  Loci communibus sacrae theologiae et consiliis, voluit Loci communes s. theologiae autore D. Antonio Walaeo. Quibus insertus est eiusdem tractatus de sabbatho, iam multo auctior opus posthumum, Leiden : Ex Officina Adriani Wyngaerden, 1647.

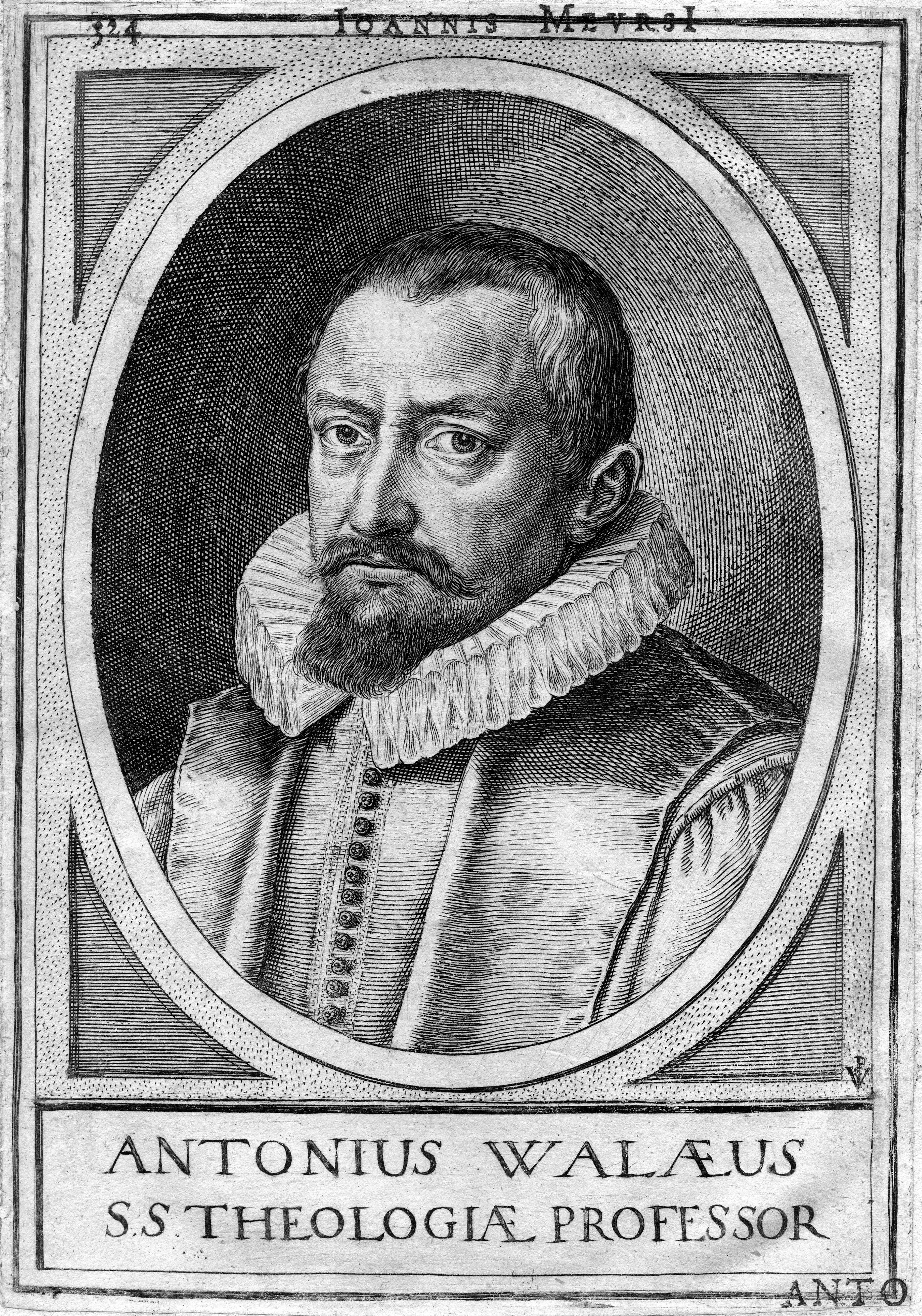
Onbekende kunstenaar (J. Meurs?): Portret van Walaeus
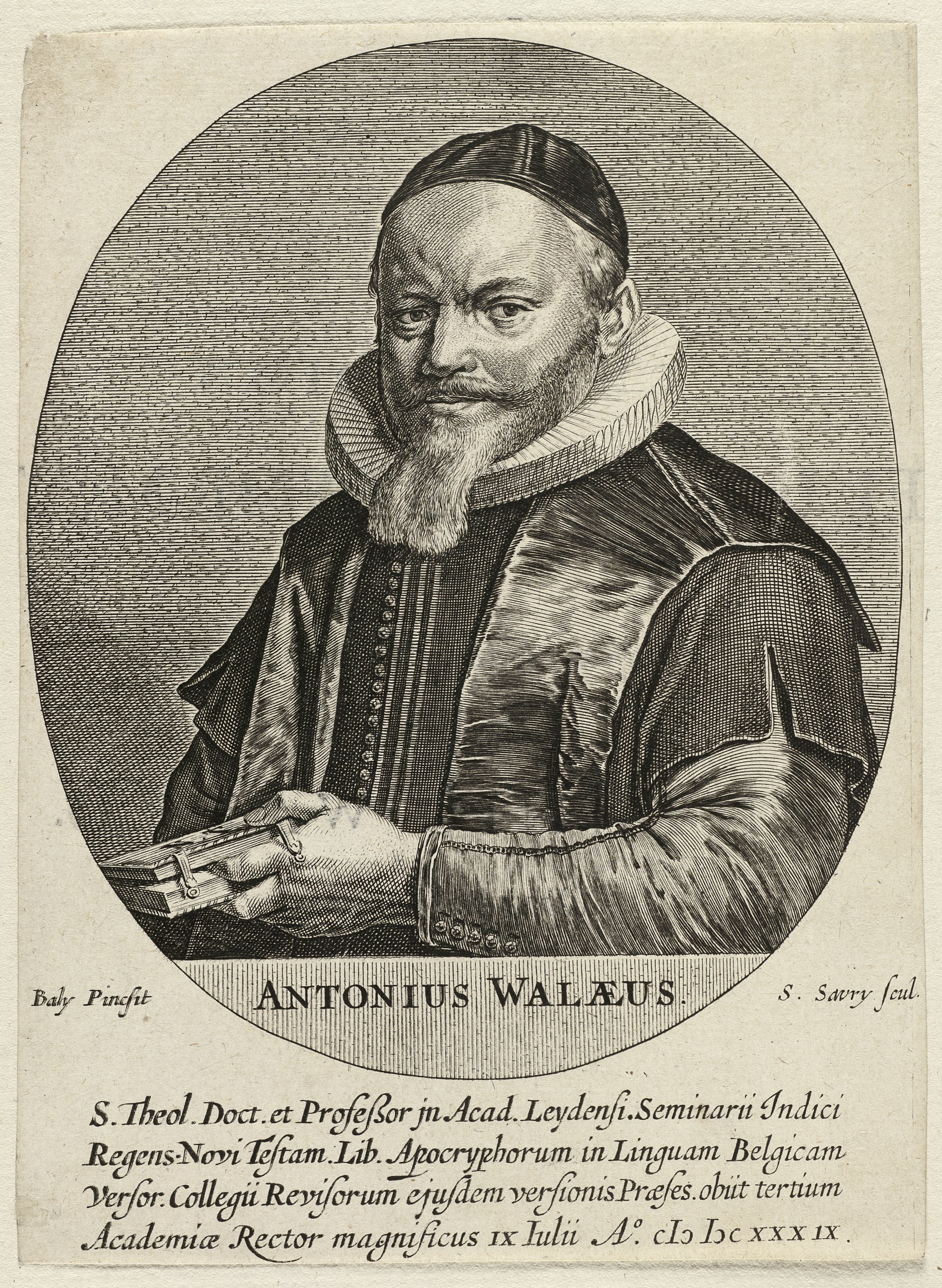
Savery, Salomon (1593/1594-1683), Bailly, David (1584-1657): Portret van Anthony de Wale (Antonius Walaeus), afbeelding 1639-1683. Rijksmuseum Amsterdam